# Galanolakton
Galanolakton je diterpenoidni lakton koji je originalno izolovan iz đumbira. Poznato je da je prisutan u acetonskim ekstraktima đumbira. On je antagonist  receptora.